# Die Discounter/Episodenliste
Die Liste der Die Discounter-Episoden enthält alle Episoden der deutschen Mockumentary-Serie Die Discounter. Die Serie umfasst derzeit vier Staffeln mit je zehn Episoden.

## Übersicht
| Staffel | Episodenanzahl | Erstausstrahlung  |
| ------- | -------------- | ----------------- |
| 1       | 10             | 17. Dezember 2021 |
| 2       | 10             | 11. November 2022 |
| 3       | 10             | 22. November 2023 |
| 4       | 10             | 27. November 2024 |

## Staffel 1
| Nr. (ges.) | Nr. (St.) | Titel                            | Erstveröffentlichung Deutschland | Gastdarsteller        |
| --- | --------- | -------------------------------- | -------------------------------- | --------------------- |
| 1 | 1         | Der Anfang vom Ende              | 17. Dez. 2021                    | Fahri Yardım          |
| Thorstens Chefin Sabine Kolinski kündigt sich an und sie darf auf keinen Fall erfahren, dass er 15.000 Euro für neue Videokameras dafür genutzt hat, die Bilanzen zu fälschen. Statt Frau Kolinski erscheint jedoch ihre rechte Hand Beyza. Beyza kann nicht nachvollziehen, warum trotz des neuen Sicherheitssystems noch immer so viel Ware verschwindet. Derweil wird Azubi Titus von Flora eingearbeitet und Pina lernt einen Nerd kennen, auf den sie abfährt. Fahri Yardım, von dem Jonas ein großer Fan ist, ist zu Besuch in der Filiale. Jonas erwischt ihn jedoch beim Diebstahl und bittet ihn in sein Büro. In diesem Moment kommt Thorsten vorbei, der Fahri persönlich kennt, jedoch nicht besonders leiden kann. |           |                                  |                                  |                       |
| 2 | 2         | Große Frauen und kleine Schwänze | 17. Dez. 2021                    | Buddy Ogün            |
| Heute soll ein Testkäufer den Supermarkt besuchen, der darüber entscheidet, ob Titus angestellt wird. Thorsten gibt Titus jedoch Tipps, wie er den Testkäufer erkennen kann und hat zudem Jonas darum gebeten, ihm im Verdachtsfall ein Zeichen zu geben. Nachdem Thorsten ihn während der Arbeitszeit am Handy erwischt hat, erklärt Samy ihm die Dating-App Tinder und hilft ihm dabei ein Profil anzulegen. Zeitgleich macht Lia von Pina Fotos für ihr Profil. Sie schreibt weiterhin mit dem Nerd, den sie im Supermarkt kennengelernt hat und vereinbart ein Treffen mit ihm. Den Testkäufer, der versucht mehrere Dinge zu klauen, enttarnt Titus mit Jonas Hilfe sehr schnell. Daraufhin gratulieren ihm alle zu der bestandenen Überprüfung. Überraschenderweise besucht jedoch noch ein zweiter Testkäufer den Markt, der Titus fälschlicherweise darauf hinweist, dass er ihm zu wenig Rückgeld gegeben hat. Titus erkennt jedoch die List und besteht auch die zweite Überprüfung. Nach Feierabend wird Pina von ihrer Verabredung abgeholt. Auch Thorsten hat eine Verabredung, mit der er jedoch sehr unzufrieden ist. |           |                                  |                                  |                       |
| 3 | 3         | Blautag                          | 17. Dez. 2021                    | –                     |
| Pina hatte mit ihrem Datepartner ihre ersten sexuellen Erfahrungen und berichtet Lia davon. Währenddessen kommt Wilhelm mit einem Anliegen in Thorstens Büro. Er möchte seine selbst gezogenen Kerzen im Discounter anbieten, wovon Thorsten allerdings überhaupt nicht begeistert ist. Er lässt sich jedoch auf einen Probeverkaufstag ein. Wilhelm möchte die Kerzen jedoch direkt an der Kasse abstellen, was Thorsten ablehnt. Flora wird von Thorsten gekündigt, nachdem er sie beim Geschlechtsverkehr im Kühlraum erwischt hat. Die Schülerinnen und Schüler der Schule gegenüber haben Mottowoche und stürmen den Supermarkt. Peter und Titus verkleiden sich ebenfalls, nutzen die entspannte Situation aus und versuchen Mädchen zu klären. Titus verkauft einigen Schülern Alkohol, die jedoch nur einen Schülerausweis vorweisen können. Peter verteilt unterdessen Zettel mit seiner Telefonnummer. Draußen treffen sie sich mit zwei Schülerinnen, jedoch endet die Begegnung in einem Konflikt, da sich Peter von den beiden angegriffen fühlt. Später kommt ein Lehrer der Schule in den Markt und beschwert sich darüber, dass seinen Schülern Alkohol verkauft wurde. Peter nimmt die Schuld auf sich und wird von Thorsten entlassen. Er erpresst Thorsten jedoch mit dem Wissen um die Videokamera-Attrappen und erwirkt sogar die Wiedereinstellung von Flora. |           |                                  |                                  |                       |
| 4 | 4         | Sk8er 4 Life                     | 17. Dez. 2021                    | –                     |
| Eine Gruppe von Skatern kommt in den Markt und stiftet Unruhe, aber interessiert sich für Wilhelms Kerzen. Sie handeln den Preis der Kerzen allerdings etwas runter, wobei es Wilhelm nach eigener Aussage nicht um das Geld geht. Jonas versucht das Hausverbot gegen die Skater durchzusetzen, was in einer körperlichen Auseinandersetzung endet, nach der Jonas die Polizei verständigt. Der Markt hat ein Problem mit Mäusen, weswegen Thorsten Mausefallen besorgt hat, die er nun seinen Mitarbeitern demonstriert. Diese platzieren Titus und Lia nun. Als die Polizei ankommt, kommt es zu einem Wortgefecht zwischen Jonas und der Skater-Gruppe. Jonas reagiert über und wird letztlich selbst von der Polizei verhaftet. |           |                                  |                                  |                       |
| 5 | 5         | Kolinski Eimsbüttel              | 17. Dez. 2021                    | Peter Fox, Nina Petri |
| Um Pinas Datepartner loszuwerden, küssen Pina und Peter sich vor ihm bei einem seiner Überraschungsbesuche. Titus und Samy sollen in die Kolinski-Filiale Eimsbüttel tote Mäuse bringen, um den Konkurrenzkampf zwischen den Filialen wieder aufleben zu lassen und die Filiale danach bei Frau Kolinski denunzieren zu können. Dabei werden sie jedoch erwischt. Samy verliebt sich in Kimmi, die in der Eimsbütteler Filiale arbeitet. Peter Fox besucht die Filiale und Flora lässt in hoher Lautstärke einen ihrer Rap-Songs laufen, um ihn zu beeindrucken. Dieser Versuch ist jedoch wenig erfolgreich. |           |                                  |                                  |                       |
| 6 | 6         | Gammelfleisch                    | 17. Dez. 2021                    | –                     |
| Die Jungs aus Eimsbüttel rächen sich, indem sie den Feueralarm läuten und in der Zeit Gammelfleisch in die Regale einräumen. Als so herauskommt, dass Thorsten keine Kameras installiert hat, überredet er Jonas, den Rollstuhl seiner Mutter zu verkaufen. |           |                                  |                                  |                       |
| 7 | 7         | Peter ist schwanger              | 17. Dez. 2021                    | –                     |
| Peter gibt vor der gesamten Belegschaft damit an, wie er mit Pina geschlafen hat. Daraufhin eröffnet diese Peter, dass sie schwanger von ihm sei. Der Racheplan wurde von ihr und Lia ausgeheckt. Derweil spitzt sich die Lage um Thorsten zu, denn die Chefin findet heraus, dass er die Kameras erst heute installieren ließ. |           |                                  |                                  |                       |
| 8 | 8         | Tobias bei den Wölfen            | 17. Dez. 2021                    | –                     |
| Ein Training in Gewaltfreier Kommunikation soll die Stimmung im Team verbessern, doch dieses geht grandios schief, bis die Gruppe am Ende doch wieder zueinander findet. |           |                                  |                                  |                       |
| 9 | 9         | 20 Jahre Thorstens Markt         | 17. Dez. 2021                    | Peter Fox             |
| Auf der 20-Jahres-Feier von Thorstens Markt fließt der Alkohol in Strömen. Zwar soll Thorsten abgesägt und durch Pina ersetzt werden, doch in der letzten Szene ziehen sich Thorsten und seine Chefin für ein Schäferstündchen zurück. |           |                                  |                                  |                       |
| 10 | 10        | Tag der offenen Tür              | 17. Dez. 2021                    | –                     |
| Ein Making-of der ersten Staffel. |           |                                  |                                  |                       |

## Staffel 2
| Nr. (ges.) | Nr. (St.) | Titel                     | Erstveröffentlichung Deutschland | Gastdarsteller                    |
| --- | --------- | ------------------------- | -------------------------------- | --------------------------------- |
| 11 | 1         | Buddy-Wein                | 11. Nov. 2022                    | Kida Khodr Ramadan, Frederick Lau |
| Peter, Titus und Samy versuchen durch das Aufschweißen und anschließende Wiederverschließen von Cornflakes-Kartons an darin enthaltene Rubbellose zu gelangen, die den Gewinn einer Gamingkonsole mit Fernseher und Sofa versprechen. Letztlich werden sie von Pina erwischt, gelangen jedoch durch Zufall beim Essen von Cornflakes an eines der Gewinnerlose. Währenddessen erhält Thorsten Besuch von seinen alten Bekannten Kida Khodr Ramadan und Frederick Lau, die im Discounter ihr neues Produkt, eine Weinsorte mit dem Namen Buddy-Wein, anbieten und bewerben wollen. Die von Wilhelm hergestellten Kerzen stehen inzwischen in Kassennähe, im Gegenzug dafür dass Wilhelm für Thorsten ein Carport auf dem Discounter-Parkplatz errichtet hat. Die beiden wollen ihren Wein jedoch unbedingt an dieser Stelle aufstellen, sodass sich Thorsten gezwungenermaßen darauf einlässt. Der Wein wird jedoch kaum verkauft und die erneute Umstellung der Kerzen mündet in einem Wutausbruch Wilhelms. Nachdem er davon erfährt, zertrümmert er in seiner Empörung mehrere der Flaschen. Unterdessen entdeckt Pina, dass Flora im Lager Cannabispflanzen züchtet. Sie will den Vorfall zunächst melden, jedoch kann Flora sie davon abbringen und überzeugen, nach Feierabend selbst mitzurauchen. Kida und Frederick kommen erneut zum Discounter, um ihre ersten Einnahmen abzuholen. Jedoch entdecken sie dabei, dass ihre Ware zum großen Teil zerstört wurde. Zum Ausgleich nehmen sie daher das Sofa, den Fernseher sowie die Spielekonsole mit. |           |                           |                                  |                                   |
| 12 | 2         | Gegensätze ziehen sich an | 11. Nov. 2022                    | –                                 |
| Nach ihrem erstmaligen Cannabis-Konsum kommt Pina am nächsten Tag mit Cornrows zur Arbeit, worüber Flora sich sehr echauffiert und Pina daraufhin beleidigt. Thorsten möchte Jonas unbedingt loswerden, da er der Meinung ist, dass Jonas maßlos überfordert ist. Deswegen schickt er Jonas und Titus unter einem Vorwand in die Kolinski-Filiale in Hamburg-Eimsbüttel, um währenddessen eine Bewerbungsrunde durchführen zu können. Er lehnt jedoch alle Bewerber ab, auch sehr qualifizierte, da sie nicht zu hundert Prozent seinen Vorstellungen entsprechen. Samy hat ein Date mit Kimmi, woraufhin Flora und Lia ihn vorbereiten. Das Date soll im Pausenraum des Discounters stattfinden. Die beiden schauen über das Überwachungssystem zu, jedoch entpuppt sich das Date als Fehlschlag, da Kimmi inzwischen jemand anderen kennengelernt hat. Titus und Jonas befinden sich noch in der Eimsbüttler Kolinski-Filiale. Dort tauscht sich Jonas mit dem dortigen Sicherheitsmann aus, während Titus entdeckt, dass die Mitarbeiter hinter dem Markt ein Hühnergehege eingerichtet haben. Eines der Hühner soll geschlachtet werden, woraufhin Titus die Initiative ergreift und das Huhn stiehlt. Als die beiden wieder in Altona angekommen sind, überreicht Thorsten Jonas die Kündigung auf einem kleinen, handgeschriebenen, zusammengefalteten Notizzettel und bezeichnet es als Überraschung. Die Folge endet mit der unbemerkten Entführung von Jonas. |           |                           |                                  |                                   |
| 13 | 3         | Lias (kleine) Farm        | 11. Nov. 2022                    | –                                 |
| Die Folge beginnt mit der Einstellung des neuen Sicherheitsmannes Kevo. Dieser muss, wie alle neuen Mitarbeiter, eine von Peter ausgedachte Aufnahmeaufgabe ausführen. Dabei handelt es sich um einen Sprung mit Rückwärtssalto vom Dachfirst des Discounters in einen Haufen Kartons. Titus richtet Lia eine kleine „Farm“ ein (ein Gehege, in dem sich das in der letzten Folge gestohlene Huhn befindet), da sie den Wunsch geäußert hat, später einmal einen Bauernhof zu betreiben. Kevo klärt Pina darüber auf, dass sie die gesetzlich zulässigen Arbeits- und Ruhezeiten überschreitet und Peter und Samy, dass sie für ihre geleistete Stundenzahl viel zu wenig Geld erhalten. Daraufhin beschweren sich alle erfolglos bei Thorsten. Flora versucht Kevo erfolglos im Kühlraum zu verführen. Thorsten macht sich auf die Suche nach dem „Verräter“, der seine Mitarbeiter über ihre Rechte aufgeklärt hat, und will Kevo damit beauftragen. Dieser gibt jedoch ganz selbstverständlich zu, die Anderen aufgeklärt zu haben, woraufhin Thorsten ihn wieder loswerden will. Es stellt sich heraus, dass Jonas von den Mitarbeitern der Eimsbüttler Kolinski-Filiale entführt wurde, als Tauschsubjekt für das von Titus entwendete Huhn. Thorsten will den Tausch durchführen, jedoch stellt sich heraus, dass das Huhn bereits von Wilhelm und Frau Jensen geschlachtet wurde. Es kommt zur Konfrontation. Letztlich wird Jonas gegen ein entbehrliches Helikopter-Spielgerät eingetauscht. Kevo wird gefeuert und Jonas wieder eingestellt. |           |                           |                                  |                                   |
| 14 | 4         | Feminismus für Laien      | 11. Nov. 2022                    | Mats Hummels                      |
| Das Derby-Spiel zwischen dem Hamburger SV und dem FC St. Pauli findet statt. Peter, Samy und Titus wollen das Spiel gemeinsam in einer Männerrunde schauen, doch Flora und Lia entwenden das Übertragungskabel des Fernsehers, um den Jungs vorher einen Vortrag über den Feminismus halten zu können. Sie kritisieren dabei, dass Thorsten die Einrichtung eines Frauenparkplatzes verhindert hat, um seinen eigenen Parkplatz behalten zu können, dass das weibliche Geschlechtsorgan im Markt unterrepräsentiert ist, dass Thorsten in Bezug auf seine Mitarbeiter stets das generische Maskulinum verwendet sowie dass im Markt sexualisierte Werbung aufzufinden ist. Peter, Samy, Titus und Thorsten wollen sich das nicht bieten lassen und bereiten eine Gegendarstellung vor, um Flora und Lia aufzuzeigen, wo Männer überall diskriminiert werden. Das floppt jedoch und endet damit, dass sich die Jungs das Kabel zurückholen und das Derbyspiel schauen, während Lia und Flora im Markt weiterarbeiten. Währenddessen kommt der Fußballspieler Mats Hummels in den Laden. Lia und Flora fragen ihn, ob er mit ihnen draußen eine runde Fußball spielen will. Während Samy im Markt Bier holen geht, entdeckt er Hummels und gesellt sich dazu, um ihm von seinem Traum zu erzählen einmal selbst Profi-Fußballer zu werden. Peter und die Anderen fragen sich unterdessen, wo das Bier bleibt und beschließen nachzusehen. Sie entdecken Mats Hummels und beschließen eine gemeinsame Partie Fußball in zwei Teams zu spielen. Sie versöhnen sich wieder und Thorsten gibt sogar seinen Parkplatz als Frauenparkplatz frei. Währenddessen hat Titus, der vor dem Fernseher geblieben ist und von alldem nichts mitbekommen hat, die zündende Idee für das Date mit Lia. Diese steigt jedoch unerwarteterweise in das Auto von Mats Hummels ein und fährt mit ihm davon. |           |                           |                                  |                                   |
| 15 | 5         | Unfreeze me               | 11. Nov. 2022                    | Caro Daur                         |
| Lia berichtet von ihrem Date mit Mats Hummels. Titus ist nun offensichtlich wieder in der Friendzone gelandet. Einer seiner ehemaligen Klassenkameraden kommt vorbei und berichtet von seinem sehr erfolgreichen Startup-Unternehmen. Titus macht sich darüber Gedanken, weil er zwei Jahre nach dem Abitur noch immer kein Studium begonnen hat. Daraufhin beginnen die Jungs zu beraten, was für eine Art Startup sie gründen könnten und kommen durch Frau Jensen auf das Konzept „Unfreeze me“. Dabei handelt es sich um vorgekochte, vollwertige Mahlzeiten, die eingefroren werden und mit leichtem Aufwand wieder in der Mikrowelle oder im Backofen erwärmt werden können. Währenddessen berichtet Jonas Lia und Flora davon, dass seine Mutter einen Schlaganfall erlitten und die Sprechfähigkeit verloren hat. Er fühlt sich nun sehr einsam und hätte gerne jemanden zum Reden. Lia und Flora wollen ihm helfen und erstellen einen Steckbrief mit Foto, den sie an der Pinnwand am Eingang des Discounters aufhängen. Kurz darauf erwischt Jonas erstmalig einen Ladendieb und schafft es, ihn zu stellen und in sein Büro zu bringen. Die Jungs machen einen Plan und versuchen Thorsten als Investor des neugegründeten Unternehmens zu gewinnen, der ihnen zunächst ein Startkapital von 50 Euro überreicht. Ebenso versuchen sie Pina als Finanzberaterin zu gewinnen, doch die hat inzwischen selbst eine Unternehmung gegründet, nämlich einen Kolinski-Lieferdienst, der die Waren bis zur Haustür liefert. Thorsten lockt die Putzfrau unter einem Vorwand in sein Büro und fragt sich nach ihren Plänen für den Abend. Diese lehnt jedoch ab und verweist darauf, dass sie am Abend bereits ein gemeinsames Essen mit ihrem Sohn geplant hat. Sie entpuppt sich jedoch zeitgleich als Sexarbeiterin und bietet Thorsten ihre Dienste an. Frau Kolinski kommt zu Besuch und lobt Pinas Bemühungen um die Einrichtung eines Lieferdienstes sehr, während sie die Jungs darum bittet, einen vor dem Markt errichteten Werbestand wieder abzubauen. Unterdessen kommt es in Jonas Büro zu einem Gerangel zwischen ihm und dem Ladendieb, das allerdings in sexuellen Handlungen mündet. Lia und Flora entdecken, dass ein Mann auf die Kontaktanzeige an er Pinnwand reagiert und wollen ihn direkt Jonas persönlich vorstellen. Als sie jedoch gemeinsam das Büro betreten, erwischen sie Jonas und den gestellten Ladendieb beim Geschlechtsverkehr. Am Ende stellt sich heraus, dass es sich bei der Putzfrau um keine Geringere als Peters Mutter handelt. |           |                           |                                  |                                   |
| 16 | 6         | Code 031er                | 11. Nov. 2022                    | –                                 |
| Eine Vertreterin des Gesundheitsamtes kommt überraschend zu einer Begehung vorbei, woraufhin Thorsten über die Sprechanlage den „Code 031“ ausruft (eine Tarnbezeichnung für einen unangemeldeten Besuch des Gesundheitsamtes, die auf den jugendsprachlichen Begriff 31er zurückgeht). Daraufhin beginnt eine wilde Aufräum- und Putzaktion. Thorsten überreicht Jonas in letzter Sekunde den Schlüssel für den Heizraum. Jonas begleitet die Vertreterin des Gesundheitsamtes in den Heizraum und schließt heimlich die Tür von innen ab, um den Aufräumenden mehr Zeit zu verschaffen. Nach zehn Minuten schickt Thorsten die Mitarbeiter nach draußen und öffnet die Tür, sodass der Inspektionsrundgang beginnen kann. Unterdessen spielen die Mitarbeiter draußen Wahrheit oder Pflicht. Zunächst hat die Vertreterin nichts zu beanstanden, wird jedoch auf ein Geräusch auf dem Dachboden aufmerksam und bittet darum, sich diesen einmal anzusehen. Oben stößt sie auf zahlreiche tote Mäuse sowie auf Wilhelm, der von Thorsten die Erlaubnis bekommen hat dort zu wohnen. Letztlich stellt sich bei einer Besprechung mit Frau Kolinski und den anderen Filialleitern heraus, dass in allen Filialen gravierende Mängel entdeckt wurden. Zum Schluss stellt Andreas, der Mann von Frau Kolinski, Thorsten die Frage, wo seine Frau am Tag der Jubiläumsfeier geschlafen hat. Dabei wird ihre Lüge aufgedeckt und es kommt draußen zu einem Kampf zwischen Andreas und Thorsten. |           |                           |                                  |                                   |
| 17 | 7         | Herr Lewicki              | 11. Nov. 2022                    | –                                 |
| Thorsten hat sich in Peters Mutter, die Putzfrau, verliebt. Frau Kolinski schickt einen Coach – Herrn Lewicki – in die Altonaer Filiale, der dafür sorgen soll, den Tagesumsatz auf mindestens 15.000 Euro zu steigern. Jonas entpuppt sich dabei als Kopfrechenkünstler. Herr Lewicki, der zu allen sehr streng ist, lobt Titus dafür, dass er eine Kundin aus Österreich nach deren Nachfrage bis zum Lagerort des gewünschten Produkts begleitet. Die beiden kommen ins Gespräch, verstehen sich gut und lernen sich kennen. Vor Lia tun die beiden so, als wären sie schon seit einem Monat zusammen und küssen sich, um Titus gelogene Behauptung der letzten Folge zu verdecken, dass er schon seit einiger Zeit wieder eine Freundin habe. Währenddessen beobachtet Herr Lewicki weiterhin das Verhalten der Mitarbeiter und fordert sie zu Änderungen auf, die jedoch nicht auf Akzeptanz stoßen. In einem Telefonat mit Frau Kolinski schlägt Herr Lewicki sogar Pina als geeignetere Filialleiterin vor. Peter und Flora hingegen werden letztmals ermahnt, nachdem Herr Lewicki sie bei sexuellen Handlungen in der Kühlzelle erwischt hat. Titus hingegen scheint Herr Lewicki sympathisch zu finden. Er bezahlt ihm sogar sein Essen und stellt sich ihm gegenüber als „Bernd“ vor. Es stellt sich jedoch heraus, dass Herr Lewicki eher sexuelles Interesse an Titus hat. Währenddessen macht sich bei den Mitarbeitern Widerstand breit. Sie planen den Mindestumsatz von 15.000 Euro zu erreichen, damit Herr Lewicki schnellstmöglich wieder verschwindet. Trotz aller Bemühungen liegt der Umsatz nur bei rund 14.500 Euro. Daraufhin verkündet Herr Lewicki Thorstens Kündigung und die Übernahme der Filialleitung durch Pina. Jedoch kommt Pina erst dann von ihrer Auslieferungstour zurück und kann weitere 500 Euro beisteuern, sodass der Personalwechsel doch nicht erfolgt und Herr Lewicki abzieht. Nach Feierabend versucht Thorsten abermals die Putzfrau, Peters Mutter, zu verführen. Die beiden bemerken jedoch nicht, dass sich Peter und Flora ebenfalls noch im Markt befinden und werden überrascht, was in einem Wutausbruch von Peter endet. |           |                           |                                  |                                   |
| 18 | 8         | Hitzetag                  | 11. Nov. 2022                    | –                                 |
| Thorsten ist jetzt häufiger bei Peters Mutter zu Besuch, weswegen Peter und Titus zusammen in eine WG gezogen sind. Peter hat jedoch sehr großes Heimweh. Im Streit erzählt Thorsten Peter von den Heiratsplänen mit seiner Mutter. Peter weint sich daraufhin bei Frau Jensen aus. Jemand bezahlt bei Lia mit einem gefälschten 200-Euro-Schein. Der Betrüger flüchtet jedoch und Flora und Lia können Pina davon überzeugen, den Vorfall nicht zur Anzeige zu bringen, sondern etwas von dem Geld zu kaufen. Die drei werden sich jedoch nicht einig. Jonas stellt Thorsten seinen neuen Freund Kalle vor, der ebenfalls im Discounter arbeiten möchte und eingestellt wird. Thorsten fällt direkt auf, dass dieser, genau wie Jonas, auf Mallorca geboren wurde. Beim Vergleich der Personalakten stellt er zudem entsetzt fest, dass sogar die Geburtsdaten der beiden übereinstimmen. Thorsten konfrontiert die beiden mit dieser Tatsache, doch die halten das für einen Zufall. Als ein Pfleger mit Jonas’ Mutter vorbeikommt, die nach einem Schlaganfall die Sprechfähigkeit verloren hat, „leiht“ Thorsten sich diese kurz aus, um mit ihr unter der Verwendung einer Buchstabentafel zu kommunizieren und mehr über diesen vermeintlichen Zufall herauszufinden. Dabei stellt sich heraus, dass die beiden Brüder sind. Unterdessen schaffen sich die Mitarbeiter mit den 200 € einen aufblasbaren Pool an. Thorsten will Jonas und Kalle mit seiner Erkenntnis konfrontieren, wird jedoch von Flora unterbrochen, die alle dazu auffordert mit in den Pool zu kommen. Zuletzt scheint Peter die Beziehung seiner Mutter mit Thorsten mehr und mehr zu akzeptieren. Thorsten schwört alle auf die am darauffolgenden Tag stattfindenden Kolinski-Sommerspiele ein, bei denen der Altonaer Discounter noch nie gewonnen hat. |           |                           |                                  |                                   |
| 19 | 9         | Sommerfestspiele          | 11. Nov. 2022                    | –                                 |
| Frau Kolinski eröffnet die Sommerfestspiele. Der Preis ist ein Skiurlaub oder ein Strandurlaub für die gesamte Belegschaft. Die Spiele sind in vollem Gange und es zeigt sich, dass Peter und Thorsten immer besser miteinander zurechtkommen. Er gibt ihm sogar Tipps in Hinblick auf Flora. Peter übt im Badezimmer, wie er Flora seine Liebe gestehen kann, aber bemerkt nicht, dass sie sich ebenfalls im Raum befindet. Zeitgleich nähern sich Lia und Titus wieder an. Im Finale treten die Filialen Altona und Eppendorf im Ringkampf gegeneinander an, jedoch verkündet Frau Kolinski, dass die Filiale des Verlierers geschlossen wird. Im Kampf gegeneinander antreten müssen dabei die beiden Security-Männer. Zunächst stehen alle Zeichen gegen Jonas, jedoch kann er den Kampf am Ende für sich entscheiden. Jonas nutzt die Gelegenheit und macht Kalle einen Heiratsantrag. In diesem Moment interveniert Thorsten und offenbart, dass die beiden Brüder sind. Titus hofft auf eine Zusammenkunft mit Lia, jedoch ist diese verschwunden. Daraufhin geht er enttäuscht nach Hause. Lia wiederum hat alles für eine spontane Tour zum Dreiländereck vorbereitet, die Titus sich gewünscht hatte. Als sie jedoch von seiner Abwesenheit erfährt, fährt sie ebenfalls enttäuscht davon. |           |                           |                                  |                                   |
| 20 | 10        | Making-of                 | 11. Nov. 2022                    | –                                 |
| Making-of der zweiten Staffel. |           |                           |                                  |                                   |

## Staffel 3
| Nr. (ges.) | Nr. (St.) | Titel                     | Erstveröffentlichung Deutschland | Gastdarsteller                 |
| ---------- | --------- | ------------------------- | -------------------------------- | ------------------------------ |
| 21         | 1         | Burnout                   | 22. Nov. 2023                    | -                              |
| 22         | 2         | Jäger und Sammler         | 22. Nov. 2023                    | –                              |
| 23         | 3         | Tatort für Arme           | 22. Nov. 2023                    | Heinz Strunk                   |
| 24         | 4         | Ausflug in den Skidome    | 22. Nov. 2023                    | Martin Brambach, Luise Wolfram |
| 25         | 5         | Altsein ist das neue Jung | 22. Nov. 2023                    | –                              |
| 26         | 6         | Endlich Nichtraucher      | 22. Nov. 2023                    | Hannah Schiller                |
| 27         | 7         | Der Alman                 | 22. Nov. 2023                    | Celo & Abdi                    |
| 28         | 8         | Social Media              | 22. Nov. 2023                    | –                              |
| 29         | 9         | Sturmfrei                 | 22. Nov. 2023                    | –                              |
| 30         | 10        | Weihnachten               | 22. Nov. 2023                    | Hannah Schiller                |

## Staffel 4
| Nr. (ges.) | Nr. (St.) | Titel                            | Erstveröffentlichung Deutschland | Gastdarsteller               |
| ---------- | --------- | -------------------------------- | -------------------------------- | ---------------------------- |
| 31         | 1         | Sicherheitsschulung              | 27. Nov. 2024                    | Anke Engelke, Claudia Obert  |
| 32         | 2         | Freifahrtschein                  | 27. Nov. 2024                    | –                            |
| 33         | 3         | Grundlos glücklich, was dagegen? | 27. Nov. 2024                    | –                            |
| 34         | 4         | Besser jetzt als Peter!          | 27. Nov. 2024                    | Fahri Yardım, Luisa Neubauer |
| 35         | 5         | Wer zuerst was sagt              | 27. Nov. 2024                    | –                            |
| 36         | 6         | Party in Billstedt               | 27. Nov. 2024                    | –                            |
| 37         | 7         | Doppeldate                       | 23. Dez. 2024                    | Jan Böhmermann, Olli Schulz  |
| 38         | 8         | 1 gegen 1                        | 23. Dez. 2024                    | –                            |
| 39         | 9         | Hausparty                        | 23. Dez. 2024                    | –                            |
| 40         | 10        | Anfang vom Ende                  | 23. Dez. 2024                    | –                            |